# Leem Lubany
Leem Lubany (en árabe: ليما لباني‎, en hebreo: לים לובאני‎, Nazaret, 31 de agosto de 1997) es una actriz y cantante palestina con nacionalidad israelí. Es conocida por su papel de Nadia en la película Omar (2013), por interpretar a Gabrielle Joubert en la primera temporada de la serie Condor y por su papel en Rock the Kasbah (2015).

## Infancia y educación
Lubany nació en Nazaret (Israel) en el seno de una familia de origen palestino. Ella se define a sí misma como palestina. Se graduó en la escuela Harduf Waldorf del kibutz Harduf, e hizo su debut profesional en la película Omar cuando aún estudiaba allí.

## Carrera
A pesar de no tener ninguna preparación como actriz, Lubany debutó en el cine como protagonista de Omar. La película fue nominada para la 86.ª edición de los Oscars en la categoría de Mejor Película Internacional.
En 2014 apareció en la película emiratí A to B. Al año siguiente interpretó el papel de una chica pastún con una voz excepcional en la comedia Rock the Kasbah, que protagonizó junto con Bill Murray, Bruce Willis y Kate Hudson. Poco después fue coprotagonista en la película estadounidense Sólo la verdad (Saint Judy) biopic de la abogada Judy Wood, junto con Michelle Monaghan y Alfred Molina.
En 2019 se anunció que protagonizaría la serie The Old Man, en la que colaboró con Jeff Bridges y John Lithgow. La serie se estrenó el 16 de junio de 2022 en FX en Estados Unidos y Canadá.

## Filmografía

### Cine
| Año  | Título          | Papel  |
| ---- | --------------- | ------ |
| 2013 | Omar            | Nadia  |
| 2014 | From A to B     | Shadya |
| 2015 | Rock the Kasbah | Salima |
| 2017 | Sólo la verdad  | Asefa  |

### Televisión
| Año       | Título          | Papel             | Notas                         |
| --------- | --------------- | ----------------- | ----------------------------- |
| 2018-2020 | Cóndor          | Gabrielle Joubert | Papel principal, 11 episodios |
| 2020      | Baghdad Central | Sawsan al-Khafaji | Papel principal; 6 episodios  |
| 2022-2024 | The Old Man     | Abbey Chase       | Papel recurrente; 7 episodios |